# Pietro Mattio
Pietro Mattio (Cuneo, 27 juni 2004) is een Italiaans wielrenner.

## Carrière
Als eerstejaars belofte, in 2023, werd Mattio opgenomen in de opleidingsploeg van Jumbo-Visma. In 2024 won hij het bergklassement in de Orlen Nations Grand Prix. Een maand later werd hij derde op het nationale kampioenschap op de weg bij de beloften, achter Edoardo Zamperini en Nicola Rossi. In september werd hij geselecteerd voor deelname aan het wereldkampioenschap: in de wegwedstrijd voor beloften eindigde hij op plek 79. Hij sloot zijn seizoen af met een negende plek in de Ronde van Lombardije voor beloften.
Het seizoen 2025 begon voor Mattio in Oman, waar hij met de hoofdmacht van Visma | Lease a Bike deelnam aan de Muscat Classic en de Ronde van Oman . Later dat jaar werd hij onder meer vijfde in Parijs-Roubaix voor beloften, zesde in het eindklassement van de Ronde van Alpes Isère. Tijdens die Frans etappekoers werd bekend dat hij vanaf 2026 overgeheveld werd naar de hoofdmacht, waar hij een contract voor twee seizoenen had getekend. Twee weken later startte hij in de Ronde van Italië voor beloften, waar hij in de zesde etappe op de derde plek finishte.

## Overwinningen
2024
Bergklassement Orlen Nations Grand Prix

## Ploegen
- 2023 –  Jumbo-Visma Development Team
- 2024 –  Team Visma | Lease a Bike Development
- 2025 –  Team Visma | Lease a Bike Development